# Sabateria Gubern
La sabateria Gubern és un establiment de venda de calçat de Badalona (Barcelonès), ubicat a l'eix comercial del carrer de Mar. Va ser fundada el 1912, actualment continua en mans de la família Gubern.
La botiga, projecte de darreres tendències datada de 1970, obra d'Oriol Bohigas i Josep Maria Martorell, està inclosa en l'Inventari del Patrimoni Arquitectònic de Catalunya.

## Descripció
És un edifici de planta baixa, on hi ha ubicada la sabateria, i de tres pisos, on hi ha els habitatges. En termes generals és d'una gran simplicitat de línies i colors, dels quals predomini el blanc. La botiga es planteja a través de la tipologia innovadora de no tenir el gènere a la vista sinó al magatzem, de manera que la zona de venda es limita a un espai còmode per a la clientela per emprovar-se tranquil·lament el calçat.

## Notícies històriques
La sabateria Gubern va ser fundada el 1912 per Jacint Gubern. Actualment, la botiga continua en mans de la tercera generació de la mateixa família. El projecte de l'actual edifici, obra d'Oriol Bohigas i Josep M. Martorell, és de 1970 i es va ultimar el 1973.